# جيمي ترافيس
جيمي ترافيس هو كاتب سيناريو ومخرج كندي، ولد في 13 أغسطس 1979 في كندا.

## وصلات خارجية
- الموقع الرسمي
- جيمي ترافيس على موقع IMDb (الإنجليزية)
- جيمي ترافيس على موقع ألو سيني (الفرنسية)
- جيمي ترافيس على موقع أول موفي (الإنجليزية)
- جيمي ترافيس على موقع قاعدة بيانات الأفلام السويدية (السويدية)
- جيمي ترافيس على موقع قاعدة بيانات الفيلم (الإنجليزية)
- جيمي ترافيس على موقع كينوبويسك (الروسية)